# Смоленська битва (1812)
Смоленська битва — битва між російською імператорською армією та армією Наполеона за місто Смоленськ. Після двох днів боїв Смоленськ був залишений і російські війська були змушені почати відступ до Москви.
Це була перша велика битва під час французького вторгнення в Росію, в якій брали участь близько 45 000 солдатів імператора Наполеона I проти близько 30 000 російських військ під командуванням генерала Барклая-де-Толлі. Французька артилерія спалила місто вщент. З 2 250 будівель було зруйновано 84 % і лише 350 залишилися неушкодженими. З 15 000 мешканців міста близько 1000 залишилися в димлячих руїнах наприкінці битви. Це була одна з найкривавіших битв під час вторгнення, в якій загинуло понад 15 000 осіб.